# Hoffmannia oreogena
Hoffmannia oreogena är en måreväxtart som beskrevs av Louis Otho Otto Williams. Hoffmannia oreogena ingår i släktet Hoffmannia och familjen måreväxter.
Artens utbredningsområde är Honduras. Inga underarter finns listade i Catalogue of Life.